# Жидек, Степан Васильевич
Степа́н Васи́льевич Жиде́к (пол. Stiepan Żydek, укр. Степан Васильович Жидек; 8 июня 1900, Великие Борки — 8 мая 1970, Белая Церковь) — советский и польский военачальник, бригадный генерал Народного Войска Польского (ПНР), генерал-майор советской армии.

## Биография

### Детство
Родился 8 июня 1900 года в деревне Великие Борки. Отец — Василий Жидек, конюх на фольварке. Мать — Мария Жидек (в девичестве Зёла). Отец был забит до смерти из-за неподчинения хозяину и умер на следующий день после побоев. В возрасте 3 лет Степан остался сиротой и был взят на воспитание тёткой, а затем и местным священником отцом Иваном Гургалем, в доме которого научился читать и писать. Степан в детстве пас гусей и скот, а также играл с другими детьми. Самостоятельно учился и копил деньги, успешно сдав экзамен за 4 года в Тарнопольской украинской гимназии. Позже ушёл работать на Великоборковскую фабрику по переработке лёна и конопли. Позже он поступил в Коломыйскую гимназию по предложению одного из профессоров.

### Начало армейской службы
В 1916 году во время Первой мировой войны Коломыю заняли части Русской императорской армии, и Степан присоединился к русским войскам, устроившись работать на полевую кухню вместе с солдатом Петром Лубенцом. После сражения с австрийцами попал в плен, откуда бежал. С 1916 года служил в рядах Украинских сечевых стрельцов, после распада Австро-Венгрии примкнул к рядам Украинской галицкой армии и участвовал в боях за Львов против поляков. В 1920 году с группой солдат УГА перешёл на сторону красноармейцев.

### Служба в СССР
С 1920 по 1921 годы Степан Жидек учился в школе политработников 44-й стрелковой дивизии, после её окончания стал комиссаром батальона под командованием Петра Шеремета. В 1921 году демобилизован и рекомендован на обучение в Киевской школе червоных старшин. В октябре 1922 года школа была расформирована, и Жидек вместе с 200 курсантами был направлен в Харьковскую школу, по окончании которой стал командиром взвода, а затем и командиром Киевской пехотной роты. В 1936 году окончил вечерний факультет Военной академии имени М. В. Фрунзе, стал начальником штаба 194-го стрелкового полка 65-й стрелковой дивизии. В 1937 году арестован по обвинению в контрреволюционной деятельности и сокрытии звания подстаршины УГА, освобождён в 1940 году и направлен в Сибирский военный округ.

### Великая Отечественная война
На момент начала войны Жидек был начальником оперативного отдела 216-й мотострелковой дивизии в Подолье. На Юго-Западном фронте его дивизия сдерживала натиск немецких танковых частей в районе Збараж — Подволочиск. Под Уманью Жидек оказался в окружении, 7 августа 1941 года был ранен и остался на оккупированной территории. Пробыв 5 дней у портного Яременко, он в гражданской одежде перешёл линию фронта без оружия и документов. С 1941 по 1944 годы был начальником штаба 39-й стрелковой дивизии и командиром 119-го стрелкового полка, четырежды был ранен. С февраля 1944 года Степан Жидек был начальником оперативного отдела 1-й польской армии Армии Людовой, поскольку знал хорошо польский.

### Служба в Польше
В сентябре 1945 года полковник Жидек был назначен комендантом 2-й школы переподготовки младших офицеров в городе Грифице, с декабря 1945 по май 1947 годов командовал 10-й Судетской пехотной дивизией Войска Польского. 17 ноября 1946 года получил звание бригадного генерала Войска Польского, с мая 1947 года — командир 3-го Люблинского военного округа. С ноября 1947 года — начальник отдела боевой подготовки департамента боевой подготовки Войска Польского. 9 февраля 1946 года по указу Президента Польской Республики Болеслава Берута и командующего Войском Польским маршала Польши Михала Роли-Жимерского получил паспорт гражданина Польши и сменил имя на Степан Зелиньский. Демобилизован в 1949 году.

### После службы
Степан Жидек проживал в Белой Церкви в послевоенные годы, позднее был произведён в генерал-майоры ВС СССР. Преподавал в сельскохозяйственном институте. В 1949 году приехал в Великие Борки с целью поиска родственников, в 1968 году нашёл родных на Тернопольщине. Скончался 8 мая 1970 года, похоронен в Белой Церкви.

## Награды
- Орден Красного Знамени (1944)
- Орден Отечественной войны І степени (1945)
- Орден Ленина (1945)
- Офицерский крест Ордена Возрождения Польши (1945)
- Серебряный Крест Заслуги (1945)
- Золотой Крест Заслуги (1946)
- Серебряный крест ордена Virtuti Militari (1946)